# Guerre dei Vescovi

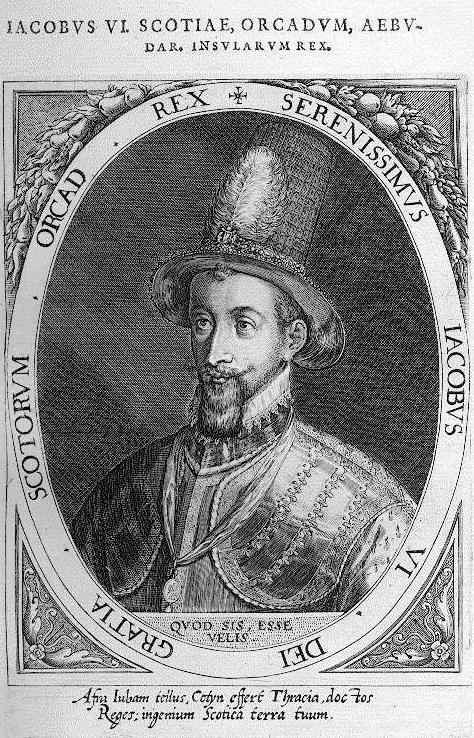
Il re Giacomo I d'Inghilterra, già Giacomo VI di Scozia

L'espressione guerre dei Vescovi (Bella Episcoporum) si riferisce a due scontri armati tra Carlo I e i Covenanter scozzesi nel 1639 e 1640, che contribuirono a porre le basi per la guerra civile inglese e le successive guerre dei tre regni.

## Ascesa dei Vescovi
La Riforma scozzese nel 1561 era destinata a risolvere la questione della religione di Stato in Scozia, ma le polemiche permasero anche negli anni che seguirono.

Per lungo tempo, la struttura e la gestione precisa della nuova Chiesa rimangono poco chiare, anche se negli anni 1580 si sono definite due tendenze: i presbiteriani, seguaci dell'autorità dei concistori, formati dai pastori e dagli anziani, e gli episcopali, sostenitori, al contrario, dell'autorità del vescovo. Anche se i confini tra i due campi non sono perfettamente nitidi, il primo punto di vista è sostenuto da ministri di culto radicali, uomini come Andrew Melville, mentre il secondo era favorito dalla Corona. Per Giacomo VI, che era Giacomo I in Inghilterra e  che aveva dichiarato, in una formula famosa, "niente vescovi significa niente re", il vescovo rimane un ausilio essenziale per la Corona. All'inizio del XVII secolo, egli introdusse un intero gruppo di vescovi della Chiesa di Scozia, e alla fine del suo regno, nel 1625, se la Chiesa è sempre calvinista nel suo insegnamento, la gerarchia è molto simile a quella di prima della Riforma.
L'aumento dei vescovi causò preoccupazione per i presbiteriani convinti, ma ne causa ancor più alla nobiltà scozzese, preoccupata per la perdita di potere e di influenza in seno al governo. Molti dei suoi membri hanno subito un grande calo di prestigio e status, dopo l'installazione del re a Londra a seguito dell'Unione delle Corone nel 1603. Le prospettive per una nobiltà pericolosamente emarginata aumentarono  ulteriormente, quando Carlo I inizia a introdurre vescovi nel suo Consiglio privato, che è il braccio esecutivo del governo in Scozia. Nel 1635, John Spottiswoode, Arcivescovo di St Andrews, è nominato Cancelliere, la più alta carica politica nel Paese. Per la prima volta da prima della Riforma, un pastore è rivestito di questa funzione. Molti nobili, tra i quali il conte di Montrose, sono esclusi dal Consiglio.
Una crisi particolarmente acuta scoppia nel 1637 quando Carlo decide di introdurre un nuovo libro di preghiere, di modello anglicano, nella Chiesa di Scozia, contro il parere dei vescovi e senza consultazione. Durante la crisi che ne segue, la rabbia dei presbiteriani fa fronte comune con il risentimento della nobiltà, e nel febbraio 1638 viene pubblicato quello che può essere descritto come il manifesto di una "convenzione nazionale" (Covenant, da ciò gli aderenti furono detti Covenanter). Anche se questo documento non fa menzione del ruolo dei vescovi, esso respinge tutte le innovazioni di Carlo I in materia ecclesiastica. Nel novembre dello stesso anno, l'Assemblea Generale della Chiesa, riunita a Glasgow, alla quale parteciparono, insieme ai pastori, molti nobili nella veste di anziani, espulse i vescovi, uno per uno. La Scozia diventò ufficialmente presbiteriana. Carlo chiede l'annullamento delle decisioni dell'Assemblea, ma i Covenanter rifiutano. Questa situazione di stallo apre la guerra.

## Prima guerra dei Vescovi (1639)
Per Carlo, la guerra contro la Scozia fu una rischiosa impresa. Egli aveva governato l'Inghilterra senza Parlamento per undici anni e non aveva assolutamente le risorse per sostenere una campagna. Convocare un nuovo Parlamento era potenzialmente pericoloso a causa del passato di opposizione e di ostilità nei confronti della sua politica attuale. In alternativa, cercò di costruire da zero una coalizione di forze di opposizione ai Covenanter, coinvolgendo reparti, che gli erano favorevoli, raccolti in Inghilterra, in Scozia avversari dei Covenanter, concentrati nelle Highlands e sul territorio dei Gordons di Huntly, e truppe dall'Irlanda. La Scozia avrebbe così dovuto affrontare attacchi dall'esterno e dall'interno.
La strategia di Carlo era coraggiosa, ma improvvisata: egli si sarebbe spostato lungo la frontiera del Berwickshire con l'esercito reale, mentre il marchese di Hamilton avrebbe condotto una forza anfibia attraverso il Firth of Forth e Randal MacDonnell (1º Marchese di Antrim), dall'Irlanda, sarebbe andato contro il conte di Argyll, leader dei Covenanter. Hamilton inoltre avrebbe dato man forte al marchese di Huntly.
Ma come ogni grande strategia, l'intero sistema è crollato, quando si è scontrato con i minuti problemi della logistica, che conoscono tutti i militari: le truppe erano scarsamente addestrate ed equipaggiate; gli spostamenti, in particolare attraverso l'acqua, furono problematici, c'erano poche basi sicure, e le provviste erano insufficienti. Infine, non vi era una cartografia dettagliata. Thomas Wentworth, rappresentante di Carlo in Irlanda, mostrava il suo disprezzo per la versatilità di Antrim e rifiutò di fornire supporti per la progettata invasione della Scozia. I Covenanter, appena più preparati rispetto al re, almeno avevano il vantaggio di un morale più alto, perché difendevano una causa che ritenevano giusta. Ogni resistenza interna fu sbaragliata dai Covenanter nel giugno 1639, quando i Gordon sono stati sconfitti da Montrose nella battaglia di Dee Bridge, l'unico scontro della guerra.
Carlo arrivò a Berwick alla fine di maggio, accampandosi con il resto del suo esercito poche miglia ad ovest di un posto chiamato Birks sul lato inglese del Tweed. La situazione è ben lungi dall'essere buona: la maggior parte delle truppe è mal preparata, il cibo è scarso, e le malattie sono diffuse. Ognuno è tormentato dai pidocchi, ribattezzati nel nero umorismo dell'accampamento Covenanters.

Quando il tempo diventa cattivo, molto pochi trovano rifugio, per miglia non vi era neanche un albero per costruire una capanna. Il vaiolo è un costante pericolo, le diserzioni sono comuni.
Dall'altro lato del fiume, l'esercito scozzese, comandato da Alexander Leslie, viveva in condizioni appena migliori del suo avversario inglese. Come riportato da Archibald Johnston di Warriston, Leslie era a corto di soldi, cavalli e munizioni. Questa situazione non può continuare all'infinito e gli scozzesi non sembrano voler attraversare la frontiera. Anche se avessero battuto il re, la loro posizione non sarebbe stata sicura, in quanto ciò potrebbe risvegliare la passione degli inglesi. Poiché nessuno voleva avanzare o ritirarsi, l'unica opzione era quella di negoziare.

## Pace di Berwick
A Birks, Charles si trovava in un vicolo cieco. La sua ultima speranza svanì quando ricevette una lettera da Wentworth, che gli suggeriva di non attendersi alcun aiuto dall'Irlanda, e lo spingeva a rimandare di un anno la campagna. Il conte di Bristol e molti altri nobili gli dissero francamente di convocare il Parlamento, se voleva continuare la guerra contro gli scozzesi. Intuendo il possibile crollo della sua intera strategia, Carlo decise di accettare le proposte di negoziato scozzesi.
I colloqui iniziarono nella tenda del conte di Arundel l'11 giugno con una rappresentanza di sei scozzesi, guidata da John Leslie, Johnston di Warriston e il teologo Alexander Henderson, e di un ugual numero di inglesi. Poco dopo l'inizio delle discussioni, apparve il re in persona, prima molto freddo e poi gradualmente più rilassato. Di fronte alla promessa, da parte del re, di un nuovo Parlamento per affrontare la questione ecclesiastica, Warriston lo accusò di voler prendere tempo. Sebbene Carlo abbia risposto che «Satana stesso non avrebbe potuto dare un'interpretazione meno rispettosa», probabilmente nessuno pensava di trattare una pace permanente. Tuttavia, entrambe le parti convennero di disperdere i propri eserciti, e Carlo, pur rifiutando le decisioni della "presunta" assemblea di Glasgow, decise di ordinare una nuova riunione ad Edimburgo per il 20 agosto, seguita dalla convocazione del Parlamento scozzese. Il trattato di Berwick, fu firmato su questa base il 18 giugno. Ma era solo una piccola tregua.

## Conferma della rivoluzione
Come previsto, l'assemblea di Edimburgo confermò tutte le decisioni finali di Glasgow, pur non citando quella precedente Assemblea. Ma si spinse oltre, e dichiarò le vere cause del conflitto con il re. La controversia sulle differenze confessionali e sul governo della chiesa nascondeva una disputa ben più importante sul potere politico laico. Il clero fu dichiarato incapace di rivestire funzioni civili. Peggio ancora dal punto di vista del re, la nomina regia dei vescovi fu dichiarata non solo cattiva in pratica, ma cattiva in base alla legge di Dio ". Carlo accettava la tesi secondo cui la nomina regia doveva essere temporaneamente messa da parte nella Chiesa di Scozia. Ma dichiararla contraria alla Scrittura significa che il suo rifiuto non è limitato né nel tempo né nello spazio. E se è universalmente illegale, come può essere mantenuta in Inghilterra e in Irlanda? Il Parlamento scozzese, che si riunisce subito dopo l'Assemblea, conferma la rivoluzione: in Scozia, il potere regale assoluto è morto.
Ciò è inaccettabile per Carlo, che non può regnare come "monarca assoluto" in una parte del suo regno e come "monarca costituzionale" in un'altra parte. In Inghilterra questa situazione rischia di comportare gravi gelosie a causa della sua lunga tradizione di leggi costituzionali. Per Carlo convocare un nuovo Parlamento a Westminster prima della guerra dei vescovi sarebbe stato un rischio, ma farlo dopo l'Assemblea e il Parlamento di Edimburgo era suicida.

## Seconda guerra dei Vescovi (1640)
Quando Carlo tornò a Londra, preparò una nuova campagna contro gli scozzesi. Fece venire dall'Irlanda Wentworth, creato agli inizi dell'anno Conte di Strafford, che,  con l'Arcivescovo William Laud, costituì la spina dorsale del consiglio reale. Carlo è in possesso di ciò che crede una carta vincente: una recente lettera degli scozzesi che chiedeva a Luigi XIII il suo arbitrato nella controversia con il re. Per Carlo e Strafford, la lettera è un tradimento, e il Parlamento dovrebbe condividere questo punto di vista. Eppure, quando il Parlamento Breve si riunì nell'aprile del 1640, non prestò attenzione a questa lettera, concentrandosi solo sulle questioni e i problemi interni. Non accordò nessun mezzo per riprendere la guerra con la Scozia, e l'assemblea fu sciolta tre settimane più tardi, lasciando il re in una situazione politica, finanziaria e militare anche peggiore.
Il fallimento davanti al Parlamento Breve dimostra che Carlo non ha l'approvazione della nazione inglese, e migliora il morale del Covenanter. Come Carlo fa, o meglio, cerca di fare preparativi per un'altra guerra, gli scozzesi fanno lo stesso. È convocata una Convenzione degli Stati, un parlamento senza potere regale, che nomina un comitato esecutivo per sorvegliare i preparativi per "una giusta e legittima difesa della religione, delle leggi, della vita e della libertà del paese". Come nel 1639, l'opposizione interna da superare è l'attacco dei Gordon di Huntly e degli Ogilvie di Airlie.
Le settimane passano, inizia la stagione estiva, e il re rimane a Londra, a riunire tutte le risorse possibili. Non è troppo preoccupato, perché gli è stato detto che l'esercito scozzese riunito presso la frontiera non mostra segni di movimento. Ma l'informazione non è corretta. Piuttosto che attendere che Carlo prenda l'iniziativa, i Covenanter avviano un attacco preventivo, attraversando in gran numero la frontiera il 17 agosto, sicuri di non dover affrontare il re in persona. Gli scozzesi hanno battuto le forze del re nella battaglia di Newburn e occupano Newcastle, tagliando la fornitura di carbone a Londra. La guerra dei vescovi, appena cominciata, è quasi terminata.
I negoziati di pace si aprono a Ripon il 2 ottobre. Charles spera in un trattato personale, come a Berwick. Ma gli scozzesi non erano più disposti ad accettare le garanzie di buona fede reale, insistendo sul fatto che il trattato finale richiedeva la garanzia del Parlamento britannico. Un trattato è concluso verso la fine del mese: gli scozzesi avrebbero ricevuto la somma, schiacciante per il re, di 850 libbre al giorno e avrebbero tenuto i territori nel nord dell'Inghilterra fino a quando non fosse firmato un trattato a Londra. Il trasferimento dei negoziati a Londra fu particolarmente pericoloso per il re, dal momento che assicurò una stretta cooperazione tra Covenanter e Parlamento inglese. Esso si riunì numeroso il 3 di novembre per la prima sessione di quello che diventerà il Parlamento Lungo.
I colloqui di pace si conclusero alla fine con il trattato di Londra, ratificato dal re nel mese di agosto 1641. Carlo si impegna a ritirare tutte le sue dichiarazioni contro i Covenanter, e a ratificare le decisioni prese dal Parlamento di Edimburgo. Sono accordate riparazioni per l'importo di 300 000 sterline, e gli scozzesi avrebbero ritirato le loro truppe dal nord dell'Inghilterra non appena avessero ricevuto il primo pagamento. Una parte dei problemi è apparentemente risolta. Un altro, più grave, appare nell'estate del 1642: Carlo, rifiutandosi di raggiungere un accordo con il Parlamento britannico, scatena di fatto la guerra civile.

### Prima guerra
- Robert Baillie, Letters and Journals, 1841.
- Calender of State Papers Domestic of the Reign of King Charles I, 1858–97.
- The Register of the Privy Council of Scotland, varie edizioni, 1899–1933.
- John Leslie, earl of Rothes, A Relation of the Proceedings of the Affairs of the Kirk of Scotland, from August 1637 to July 1638, 1830.
- James Gordon of Rothiemay, History of Scots Affairs from 1637 to 1641, 1841.
- Archibald Johnston of Warriston, Diaries, varie edizioni, 1911–1940.

### Seconda guerra
- P. Donald, An Uncounselled King. Charles I and the Scottish Troubles, 1637–1641, 1990.
- M.C. Fissel, The Bishops' Wars. Charles I's Campaigns against Scotland, 1638–1640, 1994.
- M. Lee, The Road to Revolution. Scotland under Charles I, 1985.
- F.N. McCoy, Robert Baillie and the Second Scots Reformation, 1974.
- A.I. MacInnes, Charles I and the Making of the Covenanting Movement, 1991.
- C. Russel, The Fall of the British Monarchies, 1637–1642, 1991.
- D. Stevenson, The Scottish Revolution, 1637 – 1644, 1973